# جورج فورستر (لاعب كرة قدم)
جورج فورستر (بالإنجليزية: George Forrester)‏ هو لاعب كرة قدم بريطاني، ولد في 28 أغسطس 1934 في إدنبرة في المملكة المتحدة، وتوفي بنفس المكان في 13 أبريل 2001. لعب مع دندي يونايتد وريث روفرز وماكليسفيلد تاون ونادي أكرينغتون ستانلي ونادي ألترينتشام ونادي بريتشين سيتي ونادي سندرلاند.